# 略塞薩山
14°08′41″S 70°34′13″W / 14.14472°S 70.57028°W
略塞薩山（Lloccesa），是秘魯的山峰，位於該國東南部普諾大區，由馬庫薩尼區和努尼奧瓦區負責管轄，屬於安地斯山脈的一部分，海拔高度5,335米。